# L'Amour et les Forêts
L'Amour et les Forêts (em inglês: Just the Two of Us) é um filme de 2023 dirigido por Valérie Donzelli. Foi apresentado em competição oficial na categoria "Cannes Première" do Festival de Cannes 2023.

## Sinopse
Blanche se apaixona por Grégoire, o homem dos seus sonhos. Ela se muda com ele, longe de seus amigos e familiares, incluindo sua irmã gêmea. Mas com o passar do tempo, ela começa a descobrir a natureza possessiva e perigosa de seu parceiro.

## Elenco
- Virginie Efira : Blanche Renard /  Rose Renard
- Melvil Poupaud : Grégoire Lamoureux
- Dominique Reymond : advogado
- Romane Bohringer : Delphine
- Virginie Ledoyen : Candice
- Marie Rivière
- Guang Ho : Tony
- Laurence Côte : Catherine
- Bertrand Belin : David
- Philippe Uchan : Jérôme Vierson
- Nathalie Richard : ginecologista

## Recepção
Na França, o filme tem uma nota média de 3,8/5 no agregador do AlloCiné, calculada a partir de 32 resenhas da imprensa.